# Fageia concolor
Fageia concolor là một loài nhện trong họ Philodromidae.
Loài này thuộc chi Fageia. Fageia concolor được Cândido Firmino de Mello-Leitão miêu tả năm 1947.